# Fabriekswacht
De Vlaamse Fabriekswacht was een commerciële privémilitie tijdens de Tweede Wereldoorlog, opgericht door Christiaan Turcksin.
In juni 1943 wordt deze Fabriekswacht hervormd tot Wehrmachtsgefolge van het Luftgaukommando, onder de naam Vlaamse Wachtbrigade (niet te verwarren met de in 1941 opgerichte Vlaamse Wacht). Midden 1944, na de landing in Normandië, worden de leden van niet-Duitse paramilitaire milities opgenomen als Wehrmachtsangehörige. Met jongeren van de Vlaamse Wachtbrigade, die daarvoor al in opleiding waren, wordt een Vlaamse Flakbrigade gevormd. Die wordt al spoedig, met het Duitse leger, op de vlucht gedreven, en wordt ingezet bij de Strijd om Walcheren. Nadien worden zij ingezet bij de verdediging van de Rijnbrug in Germersheim.